# Karaziyaret, Dulkadiroğlu
Karaziyaret là một xã thuộc huyện Dulkadiroğlu, tỉnh Kahramanmaraş, Thổ Nhĩ Kỳ.